# Copa Libertadores 1991
Die Copa Libertadores 1991 war die 32. Auflage des wichtigsten südamerikanischen Fußballwettbewerbs für Vereinsmannschaften. 21 Mannschaften nahmen teil. Es nahmen jeweils die Landesmeister der CONMEBOL-Länder und die Zweiten teil. Das Teilnehmerfeld komplettierte Titelverteidiger Club Olimpia. Das Turnier begann am 20. Februar und endete am 5. Juni 1991 mit dem Final-Rückspiel. Der chilenische Vertreter CSD Colo-Colo gewann das Finale gegen Club Olimpia und damit zum ersten Mal die Copa Libertadores.

## Gruppenphase

### Gruppe 1
| Pl. | Verein            | Sp. | S | U | N | Tore    | Diff. | Punkte |
| --- | ----------------- | --- | - | - | - | ------- | ----- | ------ |
| 1.  | Club Bolívar      | 6   | 3 | 1 | 2 | 009:500 | +4    | 07     |
| 2.  | Boca Juniors      | 6   | 2 | 2 | 2 | 006:600 | ±0    | 06     |
| 3.  | Oriente Petrolero | 6   | 2 | 2 | 2 | 005:700 | −2    | 06     |
| 4.  | River Plate       | 6   | 2 | 1 | 3 | 010:120 | −2    | 05     |

|                   |   |                   | Hinspiel | Rückspiel |
| ----------------- | - | ----------------- | -------- | --------- |
| Boca Juniors      | - | River Plate       | 4:3      | 2:0       |
| Club Bolívar      | - | Oriente Petrolero | 2:0      | 1:2       |
| Club Bolívar      | - | River Plate       | 4:1      | 0:2       |
| Oriente Petrolero | - | River Plate       | 1:1      | 1:3       |
| Club Bolívar      | - | Boca Juniors      | 2:0      | 0:0       |
| Oriente Petrolero | - | Boca Juniors      | 1:0      | 0:0       |

### Gruppe 2
| Pl. | Verein                  | Sp. | S | U | N | Tore    | Diff. | Punkte |
| --- | ----------------------- | --- | - | - | - | ------- | ----- | ------ |
| 1.  | CSD Colo-Colo           | 6   | 3 | 3 | 0 | 010:300 | +7    | 09     |
| 2.  | LDU Quito               | 6   | 2 | 2 | 2 | 005:600 | −1    | 06     |
| 3.  | Deportes Concepción     | 6   | 2 | 2 | 2 | 006:800 | −2    | 06     |
| 4.  | Barcelona Sporting Club | 6   | 0 | 3 | 3 | 005:900 | −4    | 03     |

|                         |   |                         | Hinspiel | Rückspiel |
| ----------------------- | - | ----------------------- | -------- | --------- |
| Deportes Concepción     | - | CSD Colo-Colo           | 0:0      | 0:2       |
| Barcelona Sporting Club | - | Liga de Quito           | 0:1      | 0:0       |
| Deportes Concepción     | - | Barcelona Sporting Club | 1:0      | 2:2       |
| CSD Colo-Colo           | - | Barcelona Sporting Club | 3:1      | 2:2       |
| Liga de Quito           | - | Deportes Concepción     | 4:0      | 0:3       |
| CSD Colo-Colo           | - | Liga de Quito           | 3:0      | 0:0       |

### Gruppe 3
| Pl. | Verein                    | Sp. | S | U | N | Tore    | Diff. | Punkte |
| --- | ------------------------- | --- | - | - | - | ------- | ----- | ------ |
| 1.  | Flamengo Rio de Janeiro   | 6   | 3 | 3 | 0 | 011:400 | +7    | 09     |
| 2.  | Corinthians São Paulo     | 6   | 1 | 4 | 1 | 007:600 | +1    | 06     |
| 3.  | Nacional Montevideo       | 6   | 2 | 2 | 2 | 007:600 | +1    | 06     |
| 4.  | Club Atlético Bella Vista | 6   | 0 | 3 | 3 | 005:140 | −9    | 03     |

|                           |   |                           | Hinspiel | Rückspiel |
| ------------------------- | - | ------------------------- | -------- | --------- |
| Flamengo Rio de Janeiro   | - | Corinthians São Paulo     | 1:1      | 2:0       |
| Nacional Montevideo       | - | Club Atlético Bella Vista | 3:0      | 3:0       |
| Club Atlético Bella Vista | - | Flamengo Rio de Janeiro   | 2:2      | 1:1       |
| Nacional Montevideo       | - | Flamengo Rio de Janeiro   | 0:1      | 0:4       |
| Club Atlético Bella Vista | - | Corinthians São Paulo     | 1:1      | 1:4       |
| Nacional Montevideo       | - | Corinthians São Paulo     | 1:1      | 0:0       |

### Gruppe 4
| Pl. | Verein                    | Sp. | S | U | N | Tore    | Diff. | Punkte |
| --- | ------------------------- | --- | - | - | - | ------- | ----- | ------ |
| 1.  | Atlético Colegiales       | 6   | 2 | 4 | 0 | 010:500 | +5    | 08     |
| 2.  | Club Cerro Porteño        | 6   | 2 | 4 | 0 | 009:400 | +5    | 08     |
| 3.  | Universitario de Deportes | 6   | 1 | 3 | 2 | 004:600 | −2    | 05     |
| 4.  | Sport Boys                | 6   | 1 | 1 | 4 | 007:150 | −8    | 03     |

|                           |   |                           | Hinspiel | Rückspiel |
| ------------------------- | - | ------------------------- | -------- | --------- |
| Atlético Colegiales       | - | Club Cerro Porteño        | 1:1      | 1:1       |
| Sport Boys                | - | Universitario de Deportes | 0:2      | 3:1       |
| Sport Boys                | - | Atlético Colegiales       | 2:2      | 1:4       |
| Universitario de Deportes | - | Atlético Colegiales       | 0:0      | 0:2       |
| Sport Boys                | - | Club Cerro Porteño        | 1:3      | 0:3       |
| Universitario de Deportes | - | Club Cerro Porteño        | 1:1      | 0:0       |

### Gruppe 5
| Pl. | Verein               | Sp. | S | U | N | Tore    | Diff. | Punkte |
| --- | -------------------- | --- | - | - | - | ------- | ----- | ------ |
| 1.  | América de Cali      | 6   | 5 | 1 | 0 | 010:300 | +7    | 11     |
| 2.  | Atlético Nacional    | 6   | 2 | 2 | 2 | 007:700 | ±0    | 06     |
| 3.  | Deportivo Táchira FC | 6   | 1 | 3 | 2 | 006:700 | −1    | 05     |
| 4.  | Marítimo Caracas     | 6   | 0 | 2 | 4 | 004:100 | −6    | 02     |

|                      |   |                      | Hinspiel | Rückspiel |
| -------------------- | - | -------------------- | -------- | --------- |
| Atlético Nacional    | - | América de Cali      | 0:2      | 0:1       |
| Marítimo Caracas     | - | Deportivo Táchira FC | 0:0      | 1:2       |
| Marítimo Caracas     | - | América de Cali      | 0:1      | 0:2       |
| Deportivo Táchira FC | - | América de Cali      | 1:1      | 2:3       |
| Marítimo Caracas     | - | Atlético Nacional    | 1:3      | 2:2       |
| Deportivo Táchira FC | - | Atlético Nacional    | 1:2      | 0:0       |

## Achtelfinale
|                           | Gesamt |                         | Hinspiel | Rückspiel |
| ------------------------- | ------ | ----------------------- | -------- | --------- |
| Nacional Montevideo       | 5:2    | Club Bolívar            | 4:1      | 1:1       |
| Universitario de Deportes | 1:2    | CSD Colo-Colo           | 0:0      | 1:2       |
| Deportivo Táchira         | 2:8    | Flamengo Rio de Janeiro | 2:3      | 0:5       |
| Boca Juniors              | 4:2    | Corinthians São Paulo   | 3:1      | 1:1       |
| Deportes Concepción       | 3:6    | América de Cali         | 0:3      | 3:3       |
| LDU Quito                 | 2:4    | Atlético Nacional       | 2:2      | 0:2       |
| Club Olimpia              | 3:2    | Atlético Colegiales     | 1:1      | 2:1       |
| Oriente Petrolero         | 1:3    | Club Cerro Porteño      | 1:1      | 0:2       |

## Viertelfinale
|                         | Gesamt |                     | Hinspiel | Rückspiel |
| ----------------------- | ------ | ------------------- | -------- | --------- |
| CSD Colo-Colo           | 4:2    | Nacional Montevideo | 4:0      | 0:2       |
| Flamengo Rio de Janeiro | 2:4    | Boca Juniors        | 2:1      | 0:3       |
| América de Cali         | 0:2    | Atlético Nacional   | 0:0      | 0:2       |
| Club Cerro Porteño      | 1:3    | Club Olimpia        | 1:0      | 0:3       |

## Halbfinale
|                   | Gesamt |              | Hinspiel | Rückspiel |
| ----------------- | ------ | ------------ | -------- | --------- |
| Boca Juniors      | 2:3    | Colo-Colo    | 1:0      | 1:3       |
| Atlético Nacional | 0:1    | Club Olimpia | 0:0      | 0:1       |